# Manuel de Sousa Coutinho
Manuel de Sousa Coutinho (1540-1591) fue un militar  portugués y el 31.er Gobernador de la India portuguesa (Governador da Índia).

## Biografía
Hijo de Cristóvão de Sousa Coutinho, señor de Baião, y de María de Albuquerque, se fue a la India a una edad muy temprana. Nombrado Capitán Mayor de Ceilán, defendió la isla de los ataques de Raju.
En 1588, fue nombrado capitán de Malaca y luego gobernador de la India portuguesa tras la muerte de Duarte de Meneses. Durante su gobierno, envió un escuadrón para defender los intereses portugueses en la costa oriental de África, alrededor de Mombasa, y luego fue atacado por el corsario otomano Mir Al Bey.
Sustituido por Matías de Albuquerque a la cabeza de la India portuguesa, murió con su esposa durante su viaje de regreso a Portugal.